# دوري السوبر الأوغندي 1996
دوري السوبر الأوغندي 1996 (بالإنجليزية: 1996 Uganda Super League)‏ هو موسم من دوري السوبر الأوغندي. أشرف على تنظيمه اتحاد أوغندا لكرة القدم، وكان عدد الأندية المشاركة فيه 17، وفاز فيه نادي إكسبريس.